# 堀本昂弥
堀本 昂弥（ほりもと こうや、1994年4月16日 - ）は、日本の俳優である。
埼玉県出身。かつてはムーン・ザ・チャイルドに所属していた。
特技はバスケ、水泳、ゲーム。

## 出演

### テレビドラマ
- 月曜ドラマスペシャル500回記念特別企画 雨に眠れ（2000年5月29日、TBS） - 池上潤 役
- 月曜ミステリー劇場 狼女の子守唄（2001年、TBS）
- 百獣戦隊ガオレンジャー（2001年、テレビ朝日） - まなぶ 役
- NBN開局40周年記念ドラマ コーリュー（2002年、名古屋テレビ） - ジャーノン 役
- 魔王（2008年7月 - 9月、TBS） - 山野圭太（11年前） 役

### バラエティ
- おはスタ（2005年8月 - 2006年3月、テレビ東京） - おはキッズ・コウヤ

### 映画
- BIO-TIDE制作 BLUE FILMS vol.1 SHORT FILMS CIRCUIT「NATSUMISAN」（2004年） - 大橋 役
- NEW GENERATION HORROR「プレイ pray」（2005年） - ミツル 役

### CM
- 毎日新聞社 クラシックコンサート（1999年9月）
- コトブキ カタログ（2003年）
- JT将棋日本シリーズ2003（2003年4月）
- マクドナルド ハッピーセット・ポケモン（2003年12月 - 2004年1月）
- ハウス食品 バーモントカレー（2005年）
- タカラトミー ポケモンウォッチ（2006年 - 2007年）
- タカラトミー デュエル・マスターズ（2007年2月 - 5月）
- タカラトミー さがしてゲットDP（2007年）